# Kościół św. Mateusza w Ostrowie
Kościół świętego Mateusza w Ostrowie – rzymskokatolicki kościół parafialny należący do paarafii pod tym samym wezwaniem (dekanat kruszwicki archidiecezji gnieźnieńskiej).
Jest to świątynia wzniesiona zapewne w XV wieku. Spłonęła podczas potopu szwedzkiego, następnie została odbudowana w latach 1720-1724, nabrała w tym czasie cech barokowych i być może z tego czasu pochodzą sklepienia i więźby dachowe nad korpusem i prezbiterium a także dostawiona kaplica, zapewne grobowa, fundatora odbudowy Józefa Rudnickiego. Kościół został konsekrowany w 1766 roku. Odrestaurowany został w 1886 roku – zrekonstruowano wówczas wieżyczkę „ściśle według pierwowzoru”. Budowla składa się z wyodrębnionego zamkniętego prezbiterium i jednej nawy w kształcie prostokąta oraz kruchty od strony zachodniej. Barokowe i regencyjne wyposażenie świątyni powstało w XVIII i XIX wieku. Ołtarz główny jest ozdobiony figurą Matki Bożej.